# Saalstadt

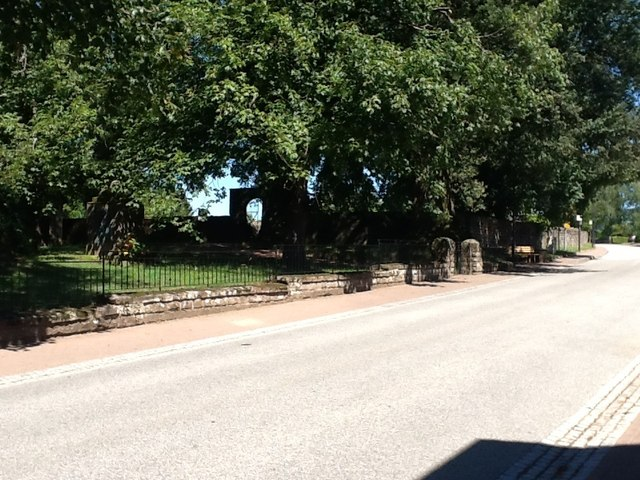
Ortsbild von Saalstadt

Saalstadt ist eine Ortsgemeinde im Landkreis Südwestpfalz in Rheinland-Pfalz. Sie gehört der Verbandsgemeinde Thaleischweiler-Wallhalben an, innerhalb derer sie gemessen an der Einwohnerzahl die fünftkleinste Ortsgemeinde darstellt.

## Geographie

### Lage
Saalstadt liegt auf der Sickinger Höhe. Im Westen befindet sich Wallhalben, im Norden Hettenhausen (Pfalz) und östlich liegt der Weselberger Ortsteil Harsberg, im Südosten Schauerberg sowie im Südwesten Herschberg. Zu Saalstadt gehört zusätzlich der Wohnplatz Erlenmühle.

### Gewässer
Durch den Nordwesten der Gemarkung fließt der Arnbach, der den linken Quellfluss der Wallhalb darstellt. Im Südosten entspringt der Odenbach. Der Schauerbach bildet während seiner ersten hundert meter die Gemarkungsgrenze zu Weselberg.

## Geschichte
Der Ort wurde am 10. August 1411 als Salstat erstmals urkundlich erwähnt. Er gehörte lange-  bis Ende des 18. Jahrhunderts- zur Herrschaft von Leiningen-Dagsburg.
Von 1798 bis 1814, als die Pfalz Teil der Französischen Republik (bis 1804) und anschließend Teil des Napoleonischen Kaiserreichs war, war Saalstadt in den Kanton Waldfischbach sowie ins Département Donnersberg eingegliedert und unterstand der Mairie Herschberg . 1815 wurde der Ort zunächst Österreich zugeschlagen. Ein Jahr später wechselte der Ort in das Königreich Bayern und war dem Rheinkreis zugeordnet. Von 1818 bis 1862 war der Ort Bestandteil des Landkommissariat Pirmasens, das anschließend in ein Bezirksamt umgewandelt wurde.
1828 hatte das Dorf mit der Erlenmühle insgesamt 260 Einwohner, davon waren 247 Protestanten, 9 Katholiken und 4 Juden. 1882 hatte Saalstadt mit 383 Einwohnern die historisch bis heute höchste Bevölkerungszahl erreicht.
1939 wurde Wallhalben in den Landkreis Pirmasens eingegliedert. Nach dem Zweiten Weltkrieg wurde die Gemeinde innerhalb der französischen Besatzungszone Teil des 1946 neu gebildeten Landes Rheinland-Pfalz.
Im Zuge der ersten rheinland-pfälzischen Verwaltungsreform gab Saalstadt Zuständigkeiten an die neu geschaffene Verbandsgemeinde Wallhalben ab und die Volksschule im Ort wurde geschlossen. Seit 2014 ist sie Bestandteil der Verbandsgemeinde Thaleischweiler-Wallhalben, die durch Zusammenlegung der Verbandsgemeinden Thaleischweiler-Fröschen und Wallhalben entstand.

## Bevölkerung

### Einwohnerentwicklung
Die Entwicklung der Einwohnerzahl von Saalstadt; die Werte von 1871 bis 1987 beruhen auf Volkszählungen:
| Jahr | Einwohner |
| ---- | --------- |
| 1815 | 260       |
| 1835 | 258       |
| 1871 | 342       |
| 1905 | 345       |
| 1939 | 336       |
| 1950 | 382       |
| 1961 | 369       |

| Jahr | Einwohner |
| ---- | --------- |
| 1970 | 352       |
| 1987 | 327       |
| 1997 | 379       |
| 2005 | 367       |
| 2011 | 312       |
| 2017 | 322       |
| 2023 | 319       |

### Religion
Ende 2014 waren 54,1 Prozent der Einwohner evangelisch und 30,6 Prozent katholisch. Die übrigen gehörten einer anderen Religion an oder waren konfessionslos. Die Katholiken gehören zum Bistum Speyer, die Evangelischen zur Protestantischen Landeskirche Pfalz. Die im Ort lebenden Juden wurden in Herschberg beigesetzt. Am 22. Oktober 1940 wurden die in Saalstadt lebenden Juden im Zuge der Wagner-Bürckel-Aktion deportiert.

## Politik

### Gemeinderat
Der Gemeinderat in Saalstadt besteht aus acht Ratsmitgliedern, die bei der Kommunalwahl am 9. Juni 2024 in einer Mehrheitswahl gewählt wurden, und dem ehrenamtlichen Ortsbürgermeister als Vorsitzendem.

### Bürgermeister
Gerd Kiefer wurde am 26. Juni 2019 Ortsbürgermeister von Saalstadt. Bei der Direktwahl am 26. Mai 2019 war er mit einem Stimmenanteil von 82,76 % gewählt worden. Bei der Direktwahl am 9. Juni 2024 wurde er als einziger Bewerber mit 83,5 % für weitere fünf Jahre wiedergewählt.
Kiefers Vorgänger war Horst Höh (SPD), der das Amt elf Jahre ausübte.

### Wappen
|                            | Wappen bis 2011 |
| Altes Wappen von Saalstadt | Blasonierung: „Von Silber und Rot gespalten, rechts ein grüner Zweig, links ein silberner Adler.“ |
| Altes Wappen von Saalstadt | Wappenbegründung: Das Wappen soll die Namensdeutung in Form eines Salweidenzweigs mit einem Zeichen für die früheren Herrschaftsverhältnisse vereinen. Salstadt gehörte im Alten Reich den Leiningern, doch statt des silbernen Leininger Adlers in Blau wurde derjenige der Herren von Dahn verliehen. Es wurde am 2. April 1970 von der Bezirksregierung Neustadt genehmigt. |

|                      | Wappen ab 2011 |
| Wappen von Saalstadt | Blasonierung: „Von Silber und Blau gespalten, rechts ein grüner Eichenzweig, links ein silberner, rotbewehrter und -bezungter Adler.“ |
| Wappen von Saalstadt | Wappenbegründung: Das neue Wappen enthält an Stelle des grünen Zweiges einer Salweide nun einen grünen Eichenzweig auf silbernem Grund. Anlass für die Änderung des Wappens waren neue Forschungsergebnisse, die den vormals vermuteten Namensursprung Saalstadts vom örtlichen Vorkommen der Salweide widerlegen. Zudem wurde die Tingierung des Adlers geändert. Ist er im alten Wappen noch silbern auf rotem Grund dargestellt, so zeigt ihn das neue Wappen silbern auf blauem Grund. Anlass für die Änderung war der Bezug auf die vormalige Zugehörigkeit Saalstadts zur Herrschaft der Grafen von Leiningen und deren Wappen. Das Ministerium des Innern, für Sport und Infrastruktur Rheinland-Pfalz genehmigte im Februar 2011 ein neues Wappen. |

## Kultur

### Kulturdenkmäler
Vor Ort existieren insgesamt drei Objekte, die unter Denkmalschutz stehen.

### Natur
Einziges Naturdenkmal innerhalb der Gemeindegemarkung sind zwei Eichen am Friedhof. Das Landschaftsschutzgebiet Wallhalbtal – Schauerbachtal erstreckt sich teilweise über die Gemarkung von Saalstadt.

## Wirtschaft und Infrastruktur

### Verkehr
Durch Saalstadt führt die Landesstraße 473. Die Kreisstraße 18 führt nach Herschberg. Über die nahe gelegene Auffahrt Weselberg der A 62 besteht Anschluss an den Fernverkehr. Der Öffentliche Personennahverkehr ist in den Verkehrsverbund Rhein-Neckar integriert. Der Nahverkehr war ab 2000 im Westpfalz-Verkehrsverbund (WVV) organisiert, der seit Sommer 2006 vollständig in den Verkehrsverbund Rhein-Neckar integriert ist.

### Tourismus
Durch Saalstadt verläuft mit der  Südwestpfalz-Tour ein Radweg. Des Weiteren führt durch das Gemeindegebiet ein Wanderweg, der mit einem blauen Punkt markiert ist und eine Verbindung mit Hauptstuhl sowie Leimen herstellt.

## Söhne und Töchter der Gemeinde
- Karl Heintz (1897–1978),  Kriegsfreiwilliger der Bayerischen Armee im Ersten Weltkrieg, rettete verschütteten Kameraden das Leben und erhielt dafür die Bayerische Tapferkeitsmedaille, den höchsten Kriegsorden für Nicht-Offiziere.
- Anita Schäfer (* 1951), Politikerin (CDU)